# Bleon Kurtulus
Bleon Kurtulus (Halmstad, 24 giugno 2007) è un calciatore svedese, difensore dell'Halmstad.

## Biografia
Nato in Svezia da una famiglia di origini kosovare, ha radici anche in Turchia: suo nonno paterno, emigrato dal Kosovo verso la Turchia, adottò il cognome “Kurtuluş” in seguito a una legge turca sui cognomi. Successivamente si trasferì in Svezia, dove nacque il padre di Bleon. Anche i suoi due fratelli maggiori Edvin ed Egon sono calciatori professionisti.

## Caratteristiche tecniche
È un difensore centrale.

## Carriera

### Club
Cresciuto nel settore giovanile dell'Halmstad, ha debuttato in prima squadra il 25 aprile 2024 nell'incontro di prima divisione svedese vinto 2-1 contro l'Hammarby, concludendo la sua prima stagione da professionista con 8 presenze, tutte in campionato. Il 15 ottobre dello stesso anno è stato inserito dal quotidiano britannico The Guardian nella lista dei migliori calciatori nati nel 2007.
Riconfermato in rosa anche per il 2025, il 14 aprile ha segnato il suo primo gol in carriera in competizioni professionistiche, decidendo la partita vinta per 1-0 in casa contro l'Öster.

### Nazionale
Ha giocato con le nazionali giovanili svedesi Under-16 ed Under-17.

## Statistiche

### Presenze e reti nei club
Statistiche aggiornate al 3 agosto 2025.
| Stagione        | Squadra         | Campionato      | Campionato | Campionato | Coppe nazionali | Coppe nazionali | Coppe nazionali | Coppe continentali | Coppe continentali | Coppe continentali | Altre coppe | Altre coppe | Altre coppe | Totale | Totale | Totale |
| Stagione        | Squadra         | Comp            | Pres       | Reti       | Comp            | Pres            | Reti            | Comp               | Pres               | Reti               | Comp        | Pres        | Reti        | Pres   | Reti   |        |
| --------------- | --------------- | --------------- | ---------- | ---------- | --------------- | --------------- | --------------- | ------------------ | ------------------ | ------------------ | ----------- | ----------- | ----------- | ------ | ------ | ------ |
| 2024            | Halmstad        | A               | 8          | 0          | CS+CS           | 0+1             | 0               | -                  | -                  | -                  | -           | -           | -           | 9      | 0      |        |
| 2025            | Halmstad        | A               | 17         | 1          | CS+CS           | 3+0             | 0               | -                  | -                  | -                  | -           | -           | -           | 20     | 1      |        |
| Totale Halmstad | Totale Halmstad | Totale Halmstad | 25         | 1          |                 | 4               | 0               |                    | -                  | -                  |             | -           | -           | 29     | 1      |        |
| Totale carriera | Totale carriera | Totale carriera | 25         | 1          |                 | 4               | 0               |                    | -                  | -                  |             | -           | -           | 29     | 1      |        |